# Coupe de France de rugby à XV 1948-1949
Navigation
Coupe de France 1947-1948 Coupe de France 1949-1950
L'édition 1948-1949 de la Coupe de France est la 13e édition de la Coupe de France de rugby à XV. La compétition est organisée par la Fédération française de rugby à XV et elle regroupe toutes les divisions de rugby amateurs françaises. La saison débute le 21 novembre 1948 et se termine le 12 juin 1949, lors de la finale pour le titre de vainqueur de la coupe de France.
Le Castres olympique est le tenant du titre après avoir battu le FC Lourdes lors de l'édition précédente.
En s'imposant 11 à 6 face au Stade toulousain en finale, le Club athlétique bèglais remporte sa première Coupe de France de son histoire.

## Premier tour
On indique ci-après le premier tour, le nom des clubs qualifiés pour les phases suivantes est en gras.
Certains matchs sont bien mentionnés ; les reprogrammations y sont également indiquées. Néanmoins, les résultats du premier tour sont souvent incomplets voire absents.
| Date             | Club (domicile)       | Score     | Club (extérieur)             | Lieu                 |
| ---------------- | --------------------- | --------- | ---------------------------- | -------------------- |
| 21 novembre 1948 | US Mans               | 0 - 3     | Olympique Saumur             | Le Mans              |
| 21 novembre 1948 | Stade Saint-Girons    | (forfait) | Bonhoure providence sportif  |                      |
| 21 novembre 1948 | AC Soissons           | 3 - 14    | CDPE                         | Soissons             |
| 21 novembre 1948 | RC Rouen              | 3 - 6     | Havre AC                     | Rouen                |
| 21 novembre 1948 | US Thouars            | 11 - 0    | RAC Nantes                   | Thouars              |
| 21 novembre 1948 | RC sablais            | 8 - 0     | AS Port Pallice              | Les Sables-d'Olonne  |
| 21 novembre 1948 | USM Châtellerault     | 0 - 17    | SA Parthenay                 | Châtellerault        |
| 21 novembre 1948 | US Saujon             | 25 - 0    | US Villefagnan               | Saujon               |
| 21 novembre 1948 | US Saintes            | 24 - 3    | CA Moulins                   | Saintes              |
| 21 novembre 1948 | SC Limoux             | 12 - 3    | FC villefranchois            | Limoux               |
| 21 novembre 1948 | AS Prades             | 16 - 3    | US salléloise                | Prades               |
| 21 novembre 1948 | SC Tatare             | 18 - 5    | Stade forézien               | Tarare               |
| 21 novembre 1948 | AS mâconnaise         | 6 - 0     | Saint-Savin sportif          | Mâcon                |
| 21 novembre 1948 | US testerine          | (forfait) | RC Podensac                  | La Teste-de-Buch     |
| 21 novembre 1948 | Stade ruthénois       | 33 - 0    | AO Viviez                    | Rodez                |
| 21 novembre 1948 | SA Rabastens          | 9 - 6     | AS Castres                   | Rabastens            |
| 21 novembre 1948 | CA castelsarrasinois  | (forfait) | US Nérac                     | Castelsarrasin       |
| 21 novembre 1948 | Aix                   | 0 - 0 ap  | Miramas                      |                      |
| 21 novembre 1948 | VS chartrain          | 0 - 3     | US Garde républicaine        | Chartres             |
| 21 novembre 1948 | US Montargis          | 3 - 20    | US Massif-Central            | Montargis            |
| 21 novembre 1948 | US Pithiviers         | 0 - 0 ap  | ASP Police                   | Pithiviers           |
| 21 novembre 1948 | JS riscleoise         | 3 - 9     | UA vicoise                   | Riscle               |
| 21 novembre 1948 | Avenir moissagais     | 20 - 3    | AS Port-Sainte-Marie         | Moissac              |
| 21 novembre 1948 | SA condomoise         | 0 - 0 ap  | AA Nogarolienne              | Condom               |
| 21 novembre 1948 | RC Thonon             | 0 - 0 ap  | FC Aix-les-Bains             | Thonon-les-Bains     |
| 21 novembre 1948 | Stade maursois        | 17 - 5    | Stade mauriac                | Maurs                |
| 21 novembre 1948 | US Riom               | 6 - 0     | US issoirenne                | Riom                 |
| 21 novembre 1948 | US usselloise         | 6 - 3     | US Arsenal Limoges           | Ussel                |
| 21 novembre 1948 | Stade nayais          | 6 - 0     | US Capvern                   | Nay                  |
| 21 novembre 1948 | US Couze-Lalinde      | 5 - 0     | US Terrasson                 |                      |
| 21 novembre 1948 | SC Bouscat            | 11 - 0    | US Pessac                    | Le Bouscat           |
| 21 novembre 1948 | Avenir aturin         | 15 - 6    | SA Hagetmau                  | Aire-sur-l'Adour     |
| 21 novembre 1948 | Biscarrosse olympique | 11 - 0    | Parentis sportif             | Biscarrosse          |
| 21 novembre 1948 | US Castésienne        | 6 - 3     | Ychoux olympique             | Castets              |
| 21 novembre 1948 | Stade foyen           | 11 - 0    | US Castillon                 |                      |
| 21 novembre 1948 | US Cambo              | 3 - 0     | AS Hossegor                  | Cambo-les-Bains      |
| 21 novembre 1948 | US Roquefort          | 8 - 0     | Saint-Paul-lès-Dax olympique | Roquefort            |
| 21 novembre 1948 | Stade Pauillac        | 9 - 0     | PC Pont-de-la-Maye           | Pauillac             |
| 21 novembre 1948 | AU Cadillac           | 3 - 6     | Stade Talence                | Cadillac-sur-Garonne |
| 21 novembre 1948 | AS bazadaise          | 3 - 8     | ASPTT Bordeaux               | Bazas                |
| 21 novembre 1948 | CA Morcenx            | 6 - 12    | AS Montfortoise              | Morcenx              |
| 21 novembre 1948 | US Capbreton          | 3 - 6     | US Blancpignon               | Capbreton            |
| 21 novembre 1948 | SO Gapençais          | 0 - 9     | US Jarrie Champ              | Gap                  |
| 21 novembre 1948 | USA Firminy           | 0 - 6     | Stade Auto Lyon              | Firminy              |
| 21 novembre 1948 | Évreux AC             | 3 - 0     | AS cheminots de Paris        | Évreux               |
| 21 novembre 1948 | ASA Couronnaise       | 11 - 6    | UAI Paris                    | Petit-Couronne       |
| 21 novembre 1948 | SGE Neuville          | 0 - 11    | CA Chevreuse                 |                      |

| Date             | Club (domicile)         | Score | Club (extérieur)             | Lieu                 |
| ---------------- | ----------------------- | ----- | ---------------------------- | -------------------- |
| 21 novembre 1948 | SA Monein               |       | AS Salies                    | Monein               |
| 21 novembre 1948 | Avenir de Bizanos       |       | US Urtoise                   | Bizanos              |
| 21 novembre 1948 | RC Linxois              |       | PS Tartas                    |                      |
| 21 novembre 1948 | AS Saint-Médard         |       | CA Castres                   |                      |
| 21 novembre 1948 | ES Arudy                |       | Bénéjacq olympique           |                      |
| 21 novembre 1948 | Aure olympique          |       | SC saint-clarais             |                      |
| 21 novembre 1948 | US liloise              |       | Toulouse celtique            | L'Isle-Jourdain      |
| 21 novembre 1948 | AS La Vézérienne        |       | Avenir Excideuil             |                      |
| 21 novembre 1948 | US Souillac             |       | Saint-Céré sports            |                      |
| 21 novembre 1948 | US Lisle Tarn           |       | Toulouse Lalande             |                      |
| 21 novembre 1948 | AS Vauréenne            |       | US Brassagaise               | Lavaur               |
| 21 novembre 1948 | SA Auterive             |       | SGE Villemur                 | Auterive             |
| 21 novembre 1948 | Banylus AC              |       | ES Nouvelle                  | Banyuls-sur-Mer      |
| 21 novembre 1948 | AS Puisserguier         |       | Stade saint-affricain        | Puisserguier         |
| 21 novembre 1948 | RC Cruzy                |       | Cabestang olympique          | Cruzy                |
| 21 novembre 1948 | RC Pézillan             |       | Stade Olympique Villelonguet |                      |
| 21 novembre 1948 | ES Montelaise           |       | RC Noves                     |                      |
| 21 novembre 1948 | ASPPT Marseille         |       | RC Sorgues                   | Marseille            |
| 21 novembre 1948 | Arlequins Avignon       |       | Saint-Andiol                 | Avignon              |
| 21 novembre 1948 | Stade marseillais UC    |       | US seynoise                  | Marseille            |
| 21 novembre 1948 | US Valréas              |       | US Loriol                    | Valréas              |
| 21 novembre 1948 | Voiron OC               |       | Royan sportif                |                      |
| 21 novembre 1948 | RC Annemasse            |       | UO Albervilloise             | Annemasse            |
| 21 novembre 1948 | ES Brignoud             |       | US Voiron                    | Villard-Bonnot       |
| 21 novembre 1948 | SO Charvieu             |       | SC Rivois                    | Charvieu-Chavagneux  |
| 21 novembre 1948 | US vizilloise           |       | E du Buguy                   | Vizille              |
| 21 novembre 1948 | SO Annonay              |       | FC Tournon                   | Annonay              |
| 21 novembre 1948 | US Ugine                |       | ES Saint-Martin d'Herès      | Ugine                |
| 21 novembre 1948 | US Domenc               |       | US Izeaux                    |                      |
| 21 novembre 1948 | US Bellegarde           |       | US Nantua                    |                      |
| 21 novembre 1948 | Rhodia Club             |       | CA Mammouth                  |                      |
| 21 novembre 1948 | UA Cotoise              |       | US Vénissieux                |                      |
| 21 novembre 1948 | OC Orléans              |       | CO Billancourt               | Orléans              |
| 21 novembre 1948 | Poissy AC               |       | Olympique columérien         | Poissy               |
| 21 novembre 1948 | Olympique de Besançon   |       | AS Champagnole               | Besançon             |
| 21 novembre 1948 | CA Pontaliers           |       | CS Nuiton                    |                      |
| 21 novembre 1948 | US Champagne Reims      |       | CS Homécourt                 | Reims                |
| 21 novembre 1948 | AS jovicienne           |       | RC Commercy                  |                      |
| 21 novembre 1948 | ES Bully                |       | IS Lambersart                | Bully-les-Mines      |
| 21 novembre 1948 | Stade héninois          |       | RC Amiens                    | Hénin-Beaumont       |
| 21 novembre 1948 | RC saint-quentinois     |       | Lille UC                     | Saint-Quentin        |
| 21 novembre 1948 | RC Brest                |       | RC Quimper                   | Brest                |
| 21 novembre 1948 | Vigilante Malemortoise  |       | Limoges EC                   | Malemort-sur-Corrèze |
| 21 novembre 1948 | US Florentaise          |       | Bourges AC                   |                      |
| 21 novembre 1948 | AS Bourboulienne        |       | US Arsenal Clermont          |                      |
| 21 novembre 1948 | AC Boulogne-Billancourt |       | Stade Malherbe de Caen       | Boulogne-Billancourt |
| 21 novembre 1948 | US Salles               |       | US Lespéron                  |                      |

| Date             | Club (domicile)  | Score  | Club (extérieur) | Lieu          |
| ---------------- | ---------------- | ------ | ---------------- | ------------- |
| 28 novembre 1948 | ASP Police       | 11 - 3 | US Pithiviers    | Pantin        |
| 28 novembre 1948 | FC Aix-les-Bains |        | RC Thonon        | Aix-les-Bains |
| 28 novembre 1948 | AA Nogarolienne  |        | SA condomoise    | Nogaro        |
| 28 novembre 1948 | AS Bram          |        | US Puyvert       | Bram          |

## Deuxième tour
On indique ci-après le second tour, le nom des clubs qualifiés pour les phases suivantes est en gras. Les clubs de première et seconde divisions font leur entrée dans la compétition.
Certains matchs sont bien mentionnés ; les reprogrammations y sont également indiquées. Néanmoins, les résultats du deuxième tour sont souvent incomplets voire absents.

### Fédérale contre série inférieure
| Date             | Club (domicile)         | Score     | Club (extérieur)                  | Lieu                                      |
| ---------------- | ----------------------- | --------- | --------------------------------- | ----------------------------------------- |
| 19 décembre 1948 | Valence sportif         | 23 - 3    | US Loriol                         | Valence                                   |
| 19 décembre 1948 | Castres olympique T     | 60 - 8    | Stade maursois                    | Parc de Bouriatte, Castres                |
| 19 décembre 1948 | US Dax                  | 18 - 8    | US Roquefort                      | Dax                                       |
| 19 décembre 1948 | Évreux AC               | 8 - 22    | Racing Club de France             | Évreux                                    |
| 19 décembre 1948 | Stade rochelais         | 38 - 8    | VS Nantes                         | Stade Marcel-Deflandre, La Rochelle       |
| 19 décembre 1948 | Stade montluçonnais     | 33 - 3    | US Florentaise                    | Montluçon                                 |
| 19 décembre 1948 | FC Auch                 | 25 - 3    | Toulouse cheminot Marengo sportif | Stade Mathalin, Auch                      |
| 19 décembre 1948 | Lyon OU                 | 60 - 0    | FC turripinois                    | Stade des Iris, Villeurbanne              |
| 19 décembre 1948 | Stade cadurcien         | 6 - 29    | Stade toulousain                  | Cahors                                    |
| 19 décembre 1948 | Avenir de Bizanos       | 3 - 25    | FC Lourdes                        | Bizanos                                   |
| 19 décembre 1948 | US Montauban            | 71 - 8    | Toulouse Lalande                  | Parc des Sports de Sapiac, Montauban      |
| 19 décembre 1948 | Stade bordelais UC      | 17 - 3    | Stade foyen                       | Stade Sainte-Germaine, Le Bouscat         |
| 19 décembre 1948 | RC Sorgues              | 0 - 9     | RC Toulon                         | Sorgues                                   |
| 19 décembre 1948 | AS Béziers              | 26 - 6    | Cabestang olympique               | Parc des Sports de Sauclières, Béziers    |
| 19 décembre 1948 | USA Limoges             | 20 - 5    | US nivernaise                     | Parc des Sports de Beaublanc, Limoges     |
| 19 décembre 1948 | Aure olympique          | 3 - 14    | Section paloise                   | Saint-Lary-Soulan                         |
| 19 décembre 1948 | FC Grenoble             | 3 - 6     | La Voulte sportif                 | Stade Charles-Berty, Grenoble             |
| 19 décembre 1948 | US Arsenal Clermont     | 0 - 6     | RC Vichy                          | Clermont-Ferrand                          |
| 19 décembre 1948 | US Riom                 | 5 - 27    | AS Montferrand                    | Riom                                      |
| 19 décembre 1948 | US Cognac               | 14 - 0    | US Saujon                         | Cognac                                    |
| 19 décembre 1948 | US Tyrosse              | 9 - 0     | US Blancpignon                    | Saint-Vincent-de-Tyrosse                  |
| 19 décembre 1948 | USA Firminy             | 5 - 35    | US Romans Péage                   | Firminy                                   |
| 19 décembre 1948 | AS bortoise             | 14 - 0    | IS Montluçon                      | Stade Jean-Baptiste-Brun, Bort-les-Orgues |
| 19 décembre 1948 | US Berry                | 3 - 5     | Stade aurillacois                 | Bourges                                   |
| 19 décembre 1948 | Stade langonnais        | 8 - 23    | CA Bègles                         | Langon                                    |
| 19 décembre 1948 | Aviron bayonnais        | 26 - 0    | AS Salies                         | Parc des Sports Saint-Léon, Bayonne       |
| 19 décembre 1948 | Avenir aturin           | 3 - 23    | Stade montois                     | Aire-sur-l'Adour                          |
| 19 décembre 1948 | Biarritz olympique      | 39 - 3    | US Cambo                          | Parc des Sports d'Aguilera, Biarritz      |
| 19 décembre 1948 | AS Montfortoise         | 0 - 13    | AS Soustons                       | Montfort-en-Chalosse                      |
| 19 décembre 1948 | US usselloise           | 3 - 21    | CA Brive                          | Ussel                                     |
| 19 décembre 1948 | SC Tulle                | 38 - 3    | Limoges EC                        | Tulle                                     |
| 19 décembre 1948 | US Jarrie Champ         | 6 - 17    | CS Vienne                         | Jarrie                                    |
| 19 décembre 1948 | US bressane             | 15 - 3    | US doloise                        | Stade Marcel-Verchère, Bourg-en-Bresse    |
| 19 décembre 1948 | Stade français          | 16 - 3    | RC compiégnois                    | Parc des Princes, Paris                   |
| 19 décembre 1948 | CA castelsarrasinois    | 3 - 39    | SU Agen                           | Castelsarrasin                            |
| 19 décembre 1948 | US Marmande             | 36 - 6    | US Couze-Lalinde                  | Marmande                                  |
| 19 décembre 1948 | CA Périgueux            | 30 - 5    | Avenir moissagais                 | Périgueux                                 |
| 19 décembre 1948 | Arlequins Avignon       | 5 - 6     | US montilienne                    | Avignon                                   |
| 19 décembre 1948 | Stade ruthénois         | 3 - 5     | SC mazamétain                     | Rodez                                     |
| 19 décembre 1948 | US Carmaux              | 3 - 0     | Bonhoure providence sportif       | Stade des Amouriès, Carmaux               |
| 19 décembre 1948 | UA gaillacoise          | 0 - 25    | Stade lavelanétien                | Gaillac                                   |
| 19 décembre 1948 | TOAC-TOEC               |           | AS Saint-Junien                   | Toulouse                                  |
| 19 décembre 1948 | US Puisserguier         |           | USA Perpignan                     | Puisserguier                              |
| 19 décembre 1948 | AS La Vézérienne        |           | US Bergerac                       | Le Lardin-Saint-Lazare                    |
| 19 décembre 1948 | AS Saint-Laurent-Blangy |           | Paris UC                          | Saint-Laurent-Blagny                      |
| 19 décembre 1948 | US Trembladaise         | (forfait) | SC Angoulême                      | La Tremblade                              |
| 19 décembre 1948 | US liloise              | (forfait) | Stadoceste tarbais                | L'Isle-Jourdain                           |
| 19 décembre 1948 | US Millas               | (forfait) | RC Narbonne                       | Millas                                    |

### Excellence contre série inférieure
| Date             | Club (domicile)       | Score     | Club (extérieur)                 | Lieu                                |
| ---------------- | --------------------- | --------- | -------------------------------- | ----------------------------------- |
| 19 décembre 1948 | CASG                  | 11 - 0    | Le Havre AC                      | Stade Jean-Bouin, Paris             |
| 19 décembre 1948 | US testerine          | 6 - 3     | Bordeaux EC                      | La Teste-de-Buch                    |
| 19 décembre 1948 | US Gujan-Mestras      | 19 - 0    | AS Saint-Médard                  | Gujan-Mestras                       |
| 19 décembre 1948 | US Tours              | 6 - 6 ap  | ASP Police                       | Stade Timbror, Tours                |
| 19 décembre 1948 | COR Elbeuf            | 0 - 5     | US Garde républicaine            | Elbeuf                              |
| 19 décembre 1948 | US oyonnaxienne       | 11 - 0    | Olympique de Besançon            | Stade municipal, Oyonnax            |
| 19 décembre 1948 | Saint-Girons SC       | 9 - 0     | SC Rieumois                      | Stade Léopold-Gouiric, Saint-Girons |
| 19 décembre 1948 | Stade dijonnais       | 6 - 14    | Poissy AC                        | Dijon                               |
| 19 décembre 1948 | FC moulinois          | 19 - 3    | OC Orléans                       | Moulins                             |
| 19 décembre 1948 | AS roannaise          | 57 - 0    | SC brivadois                     | Roanne                              |
| 19 décembre 1948 | Red Star VGA          | 19 - 8    | ES Bully                         | Saint-Ouen-sur-Seine                |
| 19 décembre 1948 | Stade hendayais       | 25 - 3    | Stade nayais                     | Hendaye                             |
| 19 décembre 1948 | RC Montceau           | 12 - 5    | US doménoise                     | Montceau-les-Mines                  |
| 19 décembre 1948 | UA libournaise        | 5 - 3     | SC bouscatais                    | Libourne                            |
| 19 décembre 1948 | RC Châteaurenard      | 13 - 6    | US Puyvert                       | Châteaurenard                       |
| 19 décembre 1948 | Stade niortais        | 23 - 3    | SCO d'Angers                     | Stade Espinassou, Niort             |
| 19 décembre 1948 | RAC angérien          | 3 - 0 ap  | M. d'Ars.                        | Saint-Jean-d'Angély                 |
| 19 décembre 1948 | Stade saint-gaudinois | 3 - 5     | CA lannemezanais                 | Stade municipal, Saint-Gaudens      |
| 19 décembre 1948 | FC Oloron             | 20 - 3    | UA vicoise                       | Oloron-Sainte-Marie                 |
| 19 décembre 1948 | US Vénissieux         | 0 - 0 ap  | Club olympique creusotin         | Vénissieux                          |
| 19 décembre 1948 | RC chalonnais         | 0 - 3     | SC Tatare                        | Chalon-sur-Sâone                    |
| 19 décembre 1948 | RC Chagny             | 41 - 0    | SO Charvieu                      | Chagny                              |
| 19 décembre 1948 | PS Tartas             | 6 - 0     | Saint-Jean-de-Luz olympique      | Tartas                              |
| 19 décembre 1948 | Boucau stade          | 3 - 5     | JS villeneuvoise                 | Boucau                              |
| 19 décembre 1948 | CS Nuiton             | 6 - 0     | Club sportif Lons                | Nuits-Saint-Georges                 |
| 19 décembre 1948 | SCUF                  | 28 - 0    | Stade Malherbe de Caen           | Paris                               |
| 19 décembre 1948 | SC millavois          | 9 - 3     | Villeneuve                       | Millau                              |
| 19 décembre 1948 | US Quillan            | 10 - 0    | Stade piscenois                  | Quillan                             |
| 19 décembre 1948 | SO Givors             | 20 - 3    | US florinoise                    | Givors                              |
| 19 décembre 1948 | SC Pamiers            | 45 - 6    | SA auterivain                    | Pamiers                             |
| 19 décembre 1948 | AA Nogarolienne       | 6 - 0     | Stade bagnérais                  | Nogaro                              |
| 19 décembre 1948 | AS Vauréenne          | 3 - 11    | SC decazevillois                 | Lavaur                              |
| 19 décembre 1948 | RC Quimper            | 8 - 48    | Stade nantais                    | Quimper                             |
| 19 décembre 1948 | SO Chambéry           | 24 - 5    | US Ugine                         | Chambéry                            |
| 19 décembre 1948 | US Bellegarde         | 6 - 0     | US annécienne                    | Valserhône                          |
| 19 décembre 1948 | FC Aix-les-Bains      | 6 - 3     | Saint-Marcellin sports           | Aix-les-Bains                       |
| 19 décembre 1948 | RC Matheysin          |           | Brignoud Olympique Club          | La Mure                             |
| 19 décembre 1948 | RC trignacais         |           | Olympique Saumur                 | Trignac                             |
| 19 décembre 1948 | Stade héninois        |           | ASPTT Paris                      | Hénin-Beaumont                      |
| 19 décembre 1948 | US Nissanaise         |           | CA Espéraza                      | Stade Louis-Espeluque, Colombiers   |
| 19 décembre 1948 | SA verdunois          |           | AS Joeuf                         | Verdun                              |
| 19 décembre 1948 | US Fumel              |           | US Souillac ou Saint-Céré sports | Fumel                               |
| 19 décembre 1948 | US Cartésienne        |           | SA saint-séverin                 |                                     |
| 19 décembre 1948 | US Tours              |           | ASP Police                       | Stade Timbror, Tours                |
| 19 décembre 1948 | SC nazairien          | (forfait) | CA Chevreuse                     | Saint-Nazaire                       |

Match délocalisé à Graulhet entre le SC Albi et le SC Limoux alors qu'il était initialement prévu à Albi.[Lequel ?]

### Série inférieure entre elle
| Date             | Club (domicile)       | Score    | Club (extérieur)   | Lieu                               |
| ---------------- | --------------------- | -------- | ------------------ | ---------------------------------- |
| 19 décembre 1948 | CO Le Puy             | 20 - 3   | US Berrichonne     | Le Puy-en-Velay                    |
| 19 décembre 1948 | Saint-Denis US        | 6 - 9    | CDPE               | Saint-Denis                        |
| 19 décembre 1948 | SA mauléonais         | 8 - 0 ap | ASPTT Pau          | Mauléon-Licharre                   |
| 19 décembre 1948 | SA Parthenay          | 9 - 8    | FC yonnais         | Parthenay                          |
| 19 décembre 1948 | Stade poitevin        | 11 - 0   | US Thouars         | Poitiers                           |
| 19 décembre 1948 | SA Rochefort          | 8 - 3    | SC surgérien       | Rochefort                          |
| 19 décembre 1948 | Royan sportif         | 8 - 3    | RC sablais         | Royan                              |
| 19 décembre 1948 | CA Villeneuve         | 0 - 3    | RC Guéretois       | Villeneuve-sur-Lot                 |
| 19 décembre 1948 | SO voironnais         | 5 - 14   | CS Bourgoin        | Voiron                             |
| 19 décembre 1948 | SA vierzonnais        | 18 - 0   | US Massif-Central  | Vierzon                            |
| 19 décembre 1948 | Biscarrosse olympique | 8 - 3    | SA Bordeaux        | Biscarrosse                        |
| 19 décembre 1948 | US montréjeaulaise    | 0 - 6    | CS eluzate         | Stade du château d'eau, Montréjeau |
| 19 décembre 1948 | UA mimizannaise       | 6 - 0    | Stade Talence      | Mimizan                            |
| 19 décembre 1948 | Peyrehorade sports    | 10 - 0   | ES Arudy           | Peyrehorade                        |
| 19 décembre 1948 | US orthézienne        | 6 - 0    | Gabardan AS        | Orthez                             |
| 19 décembre 1948 | CS Annonay            | 8 - 0    | US vizilloise      | Annonay                            |
| 19 décembre 1948 | AS Bédarrides         | 16 - 0   | ES Montelaise      | Bédarrides                         |
| 19 décembre 1948 | SC salonais           |          | US seynoise        | Salon-de-Provence                  |
| 19 décembre 1948 | US Salles             |          | ASPTT Bordeaux     | Salles                             |
| 19 décembre 1948 | JS rionnaise          |          | PC Pont-de-la-Maye | Rion-des-Landes                    |
| 19 décembre 1948 | FC digonais           |          | AS mâconnaise      | Digoin                             |
| 19 décembre 1948 | Lancey-Sports         |          | UO Albervilloise   | Villard-Bonnot                     |
| 19 décembre 1948 | RSO Saint-Maur        |          | ES Bully           | Saint-Maur-des-Fossés              |

| Date           | Club (domicile)   | Score     | Club (extérieur) | Lieu                 |
| -------------- | ----------------- | --------- | ---------------- | -------------------- |
| 2 janvier 1949 | Céret sportif     | 1? - ? ap | RC Cruzy         | Céret                |
| 2 janvier 1949 | US Côte Vermeille | ? - ?     | Banyuls AC       | Port-Vendres         |
| 2 janvier 1949 | CO creusotin      | ? - ?     | US Vénissieux    | Le Creusot           |
| 2 janvier 1949 | US Tours          | 1? - ?    | ASP Police       | Stade Timbror, Tours |

## Troisième tour
Le 23 décembre 1948, la FFR a procédé au tirage au sort du troisième tour.
On indique ci-après le troisième tour, le nom des clubs qualifiés pour les 32e de finale est en gras.
| Date             | Club (domicile)    | Score     | Club (extérieur)      | Lieu                                          |
| ---------------- | ------------------ | --------- | --------------------- | --------------------------------------------- |
| 1er janvier 1949 | Aviron bayonnais   | ? - ?     | Stade hendayais       | Bayonne                                       |
| 2 janvier 1949   | US Romans Péage    | ? - ?     | SC salonais           | Romans-sur-Isère                              |
| 2 janvier 1949   | La Voulte sportif  | ? - ?     | CS Annonay            | La Voulte-sur-Rhône                           |
| 2 janvier 1949   | AS Bédarrides      | ? - ?     | Valence sportif       | Bédarrides                                    |
| 2 janvier 1949   | SO Chambéry        | ? - ?     | SC Tatare             | Chambéry                                      |
| 2 janvier 1949   | CS Vienne          | 3 - ?     | RC Matheysin          | Vienne                                        |
| 2 janvier 1949   | AS roannaise       | ? - ?     | AS mâconnaise         | Roanne                                        |
| 2 janvier 1949   | US oyonnaxienne    | (annulé)  | RC Montceau           | Oyonnax                                       |
| 2 janvier 1949   | CS Bourgoin        | ? - ?     | US Bellegarde         | Bourgoin-Jallieu                              |
| 2 janvier 1949   | CS Nuiton          | ? - ?     | AS Poissy             | Nuits-Saint-Georges                           |
| 2 janvier 1949   | Stade nantais      | (forfait) | RAC angérien          | Nantes                                        |
| 2 janvier 1949   | Stade rochelais    | 3 - ?     | CDPE                  | Stade Marcel-Deflandre, La Rochelle           |
| 2 janvier 1949   | SC Angoulême       | ? - ?     | SCUF                  | Angoulême                                     |
| 2 janvier 1949   | CASG               | 3 - 0     | Stade niortais        | Stade Jean-Bouin, Paris                       |
| 2 janvier 1949   | Stade poitevin     | 8 - 3     | Stade français        | Poitiers                                      |
| 2 janvier 1949   | CA Périgueux       | ? - ?     | US Métro              | Périgueux                                     |
| 2 janvier 1949   | Royan sportif      | ? - ?     | US Gujan-Mestras      | Royan                                         |
| 2 janvier 1949   | CA Bègles          | 14 - 0    | PS Tartas             | Parc des Sports de Bordeaux, Bordeaux         |
| 2 janvier 1949   | JS villeneuvoise   | ? - 2?    | Stade bordelais UC    | Villeneuve-de-Marsan                          |
| 2 janvier 1949   | AS Soustons        | ? - ?     | US testerine          | Stade Rémy-Goalard, Soustons                  |
| 2 janvier 1949   | US orthézienne     | ? - ? ap  | US Dax                | Orthez                                        |
| 2 janvier 1949   | Biarritz olympique | 78 - 3    | JS rionnaise          | Parc des Sports d'Aguilera, Biarritz          |
| 2 janvier 1949   | Stade montois      | 6 - 0     | Peyrehorade sports    | Mont-de-Marsan                                |
| 2 janvier 1949   | US Tyrosse         | 22 - 3    | UA mimizannaise       | Saint-Vincent-de-Tyrosse                      |
| 2 janvier 1949   | Section paloise    | 20 - 3    | SA saint-séverin      | Pau                                           |
| 2 janvier 1949   | FC Oloron          | 42 - ?    | AA Nogarolienne       | Oloron-Sainte-Marie                           |
| 2 janvier 1949   | FC Auch            | 22 - 0    | Stade beaumontois     | Stade Mathalin, Auch                          |
| 2 janvier 1949   | FC Lourdes         | 12 - 3    | SA mauléonais         | Stade Lucien-Pourxet, Lourdes                 |
| 2 janvier 1949   | CA lannemezanais   | 13 - ?    | US Foix               | Stade François-Sarrat, Lannemezan             |
| 2 janvier 1949   | US Marmande        | 33 - ?    | ASPTT Bordeaux        | Marmande                                      |
| 2 janvier 1949   | SU Agen            | 30 - 3    | RC libournais         | Stade Armandie, Agen                          |
| 2 janvier 1949   | US Bergerac        | ? - ?     | Biscarosse olympique  | Stade Gaston-Simounet, Bergerac               |
| 2 janvier 1949   | SC Tulle           | ? - ?     | US Objat              | Tulle                                         |
| 2 janvier 1949   | Stade toulousain   | ? - ?     | Saint-Girons SC       | Stade des Ponts-Jumeaux, Toulouse             |
| 2 janvier 1949   | AS bortoise        | (forfait) | TOAC-TOEC             | Stade Jean-Baptiste-Brun, Bort-les-Orgues     |
| 2 janvier 1949   | US Carmaux         | ? - ?     | CA Espéraza           | Stade des Amouriès, Carmaux                   |
| 2 janvier 1949   | SC decazevillois   | ? - ?     | Stade lavelanétien    | Decazeville                                   |
| 2 janvier 1949   | USA Limoges        | 16 - ?    | SC Albi               | Parc des Sports de Beaublanc, Limoges         |
| 2 janvier 1949   | USA Perpignan      | 44 - 3    | SC millavois          | Stade Aimé-Giral, Perpignan                   |
| 2 janvier 1949   | AS Béziers         | 3 - 0     | JS illbérienne        | Parc des Sports de Sauclières, Béziers        |
| 2 janvier 1949   | RC Toulon          | 6 - 3     | RC Châteaurenard      | Stade Mayol, Toulon                           |
| 2 janvier 1949   | RC Guéretois       | ? - 17    | AS Montferrand        | Guéret                                        |
| 2 janvier 1949   | RC Vichy           | 3 - 0     | SA vierzonnais        | Vichy                                         |
| 2 janvier 1949   | FC moulinois       | 32 - ?    | ASPTT Paris           | Moulins                                       |
| 2 janvier 1949   | RC Narbonne        | 15 - 0    | JO Prades             | Stade Cassayet, Narbonne                      |
| 2 janvier 1949   | CA Brive           | 34 - ?    | US Fumel              | Parc municipal des sports, Brive-la-Gaillarde |
| 2 janvier 1949   | SA verdunois       | ? - ?     | CS Homécourt          | Verdun                                        |
| 2 janvier 1949   | SA Rochefort       | (forfait) | SA parthenaisien      | Rochefort                                     |
| 2 janvier 1949   | RC trignacais      | ? - ? ap  | US Cognac             | Trignac                                       |
| 2 janvier 1949   | RC Chagny          | ? - ?     | US bressane           | Chagny                                        |
| 2 janvier 1949   | US Quillan         | ? - 1?    | Castres olympique T   | Quillan                                       |
| 2 janvier 1949   | CS eluzate         | ? - 1?    | Stadoceste tarbais    | Eauze                                         |
| 2 janvier 1949   | US montilienne     | ? - ?     | FC Tournon            | Montélilmar                                   |
| 2 janvier 1949   | Lancey-Sports      | ? - 6     | SO Givors             | Villard-Bonnot                                |
| 16 janvier 1949  | Stade aurillacois  | 15 - 3    | CO Le Puy             | Aurillac                                      |
| 16 janvier 1949  | US Tours           | 20 - 0    | Red Star VGA          | Stade Timbror, Tours                          |
| 16 janvier 1949  | Stade Auto Lyon    | 3 - 0     | FC san-claudien       | Lyon                                          |
| 16 janvier 1949  | CA Chevreuse       | 8 - 17    | Racing Club de France | Chevreuse                                     |
| 16 janvier 1949  | Paris UC           | 52 - 5    | US Garde républicaine | Stade Charléty, Paris                         |
| 16 janvier 1949  | US Côte Vermeille  | 6 - 3     | SC Pamiers            | Port-Vendres                                  |
| 16 janvier 1949  | RC Cruzy           | 3 - 11    | SC mazamétain         | Cruzy                                         |

| Date            | Club (domicile) | Score | Club (extérieur) | Lieu    |
| --------------- | --------------- | ----- | ---------------- | ------- |
| 16 janvier 1949 | US oyonnaxienne | 6 - 0 | RC Montceau      | Oyonnax |

## Trente-deuxièmes de finale
Le 17 février 1949, la FFR a procédé au tirage au sort des 32e de finale.
On indique ci-après le trente-deuxièmes de finale tour, le nom des clubs qualifiés pour les 8e de finales est en gras.
|                 | Club (domicile)       | Score    | Club (extérieur)    | Lieu                                              |
| --------------- | --------------------- | -------- | ------------------- | ------------------------------------------------- |
| 29 janvier 1949 | FC Oloron             | ? - ?    | Stade bordelais UC  |                                                   |
| 29 janvier 1949 | Section paloise       | 6 - 6 ap | Stade montois       | Pau                                               |
| 30 janvier 1949 | US Marmande           | ? - ?    | SU Agen             |                                                   |
| 30 janvier 1949 | SC mazamétain         | ? - ?    | US Montauban        |                                                   |
| 30 janvier 1949 | Stadoceste tarbais    | 9 - 3    | US Carmaux          | Stade Jules-Soulé, Séméac                         |
| 30 janvier 1949 | SC decazevillois      | 3 - 19   | Stade toulousain    |                                                   |
| 30 janvier 1949 | AS Bédarrides         | 3 - 6    | RC Narbonne         | Avignon                                           |
| 30 janvier 1949 | AS Béziers            | 13 - 6   | SC Tulle            | Parc des Sports de Sauclières, Béziers            |
| 30 janvier 1949 | US Côte Vermeille     |          | Castres olympique T |                                                   |
| 30 janvier 1949 | FC Auch               | 13 - 0   | USA Perpignan       | Stade Mathalin, Auch                              |
| 30 janvier 1949 | RC Vichy              | 3 - 8    | SO Chambéry         | Vichy                                             |
| 30 janvier 1949 | FC moulinois          | ? - ?    | CA Périgueux        |                                                   |
| 30 janvier 1949 | La Voulte sportif     | ? - ?    | Lyon OU             | Vienne                                            |
| 30 janvier 1949 | Stade aurillacois     | 3 - 0    | US oyonnaxienne     | Aurillac                                          |
| 30 janvier 1949 | SO Givors             | ? - ?    | US Bergerac         |                                                   |
| 30 janvier 1949 | US montilienne        | 3 - 0    | CS Bourgoin         | Montélimar                                        |
| 30 janvier 1949 | RC Chagny             | ? - ?    | USA Limoges         |                                                   |
| 30 janvier 1949 | CASG                  | ? - ?    | AS bortoise         |                                                   |
| 30 janvier 1949 | Stade Auto Lyon       | ? - ?    | US Roman Peage      |                                                   |
| 30 janvier 1949 | US Gujan-Mestras      | 3 - 6    | Stade rochelais     | Gujan-Mestras                                     |
| 30 janvier 1949 | SC Angoulême          | ? - ?    | US Tyrosse          |                                                   |
| 30 janvier 1949 | US Dax                | 3 - 3 ap | US Cognac           | Dax                                               |
| 30 janvier 1949 | CA Bègles             | 16 - 0   | US Tours            | Parc des Sports de Bordeaux, Bordeaux             |
| 30 janvier 1949 | AS Soustons           | ? - ?    | CA Brive            |                                                   |
| 30 janvier 1949 | Biarritz olympique    | 11 - 0   | Stade poitevin      | Parc des Sports d'Aguilera, Biarritz              |
| 30 janvier 1949 | Stade nantais         | ? - ?    | Aviron bayonnais    | Nantes                                            |
| 30 janvier 1949 | SA parthenaisien      | ? - ?    | FC Lourdes          |                                                   |
| 30 janvier 1949 | Racing Club de France | ? - ?    | CS Nuiton           | Stade olympique Yves-du-Manoir, Colombes          |
| 30 janvier 1949 | CS Homécourt          | ? - ?    | Paris UC            |                                                   |
| 30 janvier 1949 | AS Montferrand        | ? - ?    | AS roannaise        | Parc des Sports Marcel-Michelin, Clermont-Ferrand |
| 30 janvier 1949 | CO creusotin          | ? - ?    | Stade montluçonnais |                                                   |

| Date            | Club (domicile) | Score | Club (extérieur) | Lieu           |
| --------------- | --------------- | ----- | ---------------- | -------------- |
| 27 février 1949 | US Cognac       | 5 - 3 | US Dax           | Cognac         |
| 27 février 1949 | Stade montois   | 3 - 0 | Section paloise  | Mont-de-Marsan |

## Seizièmes de finale
| Date            | Club (domicile)       | Score    | Club (extérieur)    | Lieu                                          |
| --------------- | --------------------- | -------- | ------------------- | --------------------------------------------- |
| 27 février 1949 | AS Béziers            | 8 - 0    | Stade montluçonnais | Aurillac                                      |
| 27 février 1949 | AS Montferrand        | 3 - 6    | CA Bègles           | Parc des Sports de Beaublanc, Limoges         |
| 27 février 1949 | FC Auch               | 3 - 6    | Lyon OU             | Parc des Sports de Sauclières, Béziers        |
| 27 février 1949 | US Tyrosse            | 8 - 2    | Stade rochelais     | Parc des Sports de Bordeaux, Bordeaux         |
| 27 février 1949 | Stade toulousain      | 6 - 0    | CA Périgueux        | Stade Armandie, Agen                          |
| 27 février 1949 | US Montauban          | 9 - 0    | AS Soustons         | Stade Mathalin, Auch                          |
| 27 février 1949 | Stade aurillacois     | 0 - 8    | US montilienne      | Le Puy-en-Velay                               |
| 27 février 1949 | Castres olympique T   | 11 - 9   | USA Limoges         | Stade des Ponts-Jumeaux, Toulouse             |
| 27 février 1949 | Racing Club de France | 17 - 3   | RC Vichy            | Tours                                         |
| 27 février 1949 | SU Agen               | 3 - 6    | US Bergerac         | Parc municipal des sports, Brive-la-Gaillarde |
| 27 février 1949 | Aviron bayonnais      | 8 - 3    | Biarritz olympique  | Parc des sports Saint-Léon, Bayonne           |
| 27 février 1949 | RC Toulon             | 3 - 0    | AS bortoise         | Stade Charles-Berty, Grenoble                 |
| 27 février 1949 | Stade bordelais UC    | 0 - 6 ap | Stadoceste tarbais  | Dax                                           |
| 27 février 1949 | FC Lourdes            | 3 - 8    | US Romans Péage     | Stade Aimé-Giral, Perpignan                   |
| 14 mars 1949    | RC Narbonne           | 5 - 3    | US Cognac           | Parc des Sports de Sapiac, Montauban          |
| 14 mars 1949    | Stade montois         | 6 - 3    | Paris UC            | Périgueux                                     |

## Phase finale

### Tableau final
|  | Huitièmes de finale          | Huitièmes de finale   | Huitièmes de finale   | Huitièmes de finale   |                  |                  | Quarts de finale       | Quarts de finale       | Quarts de finale       | Quarts de finale       |  |  | Demi-finales         | Demi-finales         | Demi-finales         | Demi-finales         |  |  | Finale                 | Finale                 | Finale                 | Finale                 |
|  |                              |                       |                       |                       |                  |                  |                        |                        |                        |                        |  |  |                      |                      |                      |                      |  |  |                        |                        |                        |                        |
|  | 3 avril 1949, Limoges        | 3 avril 1949, Limoges | 3 avril 1949, Limoges | 3 avril 1949, Limoges |                  |                  | 29 mai 1949, Perpignan | 29 mai 1949, Perpignan | 29 mai 1949, Perpignan | 29 mai 1949, Perpignan |  |  | 5 juin 1949, Béziers | 5 juin 1949, Béziers | 5 juin 1949, Béziers | 5 juin 1949, Béziers |  |  | 12 juin 1949, Bordeaux | 12 juin 1949, Bordeaux | 12 juin 1949, Bordeaux | 12 juin 1949, Bordeaux |
|  | Stade toulousain             | Stade toulousain      | 17                    | 17                    |                  |                  | 29 mai 1949, Perpignan | 29 mai 1949, Perpignan | 29 mai 1949, Perpignan | 29 mai 1949, Perpignan |  |  | 5 juin 1949, Béziers | 5 juin 1949, Béziers | 5 juin 1949, Béziers | 5 juin 1949, Béziers |  |  | 12 juin 1949, Bordeaux | 12 juin 1949, Bordeaux | 12 juin 1949, Bordeaux | 12 juin 1949, Bordeaux |
|  | Stade toulousain             | Stade toulousain      | 17                    | 17                    |                  |                  | 29 mai 1949, Perpignan | 29 mai 1949, Perpignan | 29 mai 1949, Perpignan | 29 mai 1949, Perpignan |  |  | 5 juin 1949, Béziers | 5 juin 1949, Béziers | 5 juin 1949, Béziers | 5 juin 1949, Béziers |  |  | 12 juin 1949, Bordeaux | 12 juin 1949, Bordeaux | 12 juin 1949, Bordeaux | 12 juin 1949, Bordeaux |
|  | Racing CF                    | Racing CF             | 5                     | 5                     |                  |                  | 29 mai 1949, Perpignan | 29 mai 1949, Perpignan | 29 mai 1949, Perpignan | 29 mai 1949, Perpignan |  |  | 5 juin 1949, Béziers | 5 juin 1949, Béziers | 5 juin 1949, Béziers | 5 juin 1949, Béziers |  |  | 12 juin 1949, Bordeaux | 12 juin 1949, Bordeaux | 12 juin 1949, Bordeaux | 12 juin 1949, Bordeaux |
|  | Racing CF                    | Racing CF             | 5                     | 5                     | Stade toulousain | Stade toulousain | 9                      | 9                      |                        |                        |  |  | 5 juin 1949, Béziers | 5 juin 1949, Béziers | 5 juin 1949, Béziers | 5 juin 1949, Béziers |  |  | 12 juin 1949, Bordeaux | 12 juin 1949, Bordeaux | 12 juin 1949, Bordeaux | 12 juin 1949, Bordeaux |
|  | 3 avril 1949, Lourdes        |                       |                       |                       | Stade toulousain | Stade toulousain | 9                      | 9                      |                        |                        |  |  | 5 juin 1949, Béziers | 5 juin 1949, Béziers | 5 juin 1949, Béziers | 5 juin 1949, Béziers |  |  | 12 juin 1949, Bordeaux | 12 juin 1949, Bordeaux | 12 juin 1949, Bordeaux | 12 juin 1949, Bordeaux |
|  |                              |                       | Castres olympique     | Castres olympique     | 3                | 3                |                        |                        |                        |                        |  |  | 5 juin 1949, Béziers | 5 juin 1949, Béziers | 5 juin 1949, Béziers | 5 juin 1949, Béziers |  |  | 12 juin 1949, Bordeaux | 12 juin 1949, Bordeaux | 12 juin 1949, Bordeaux | 12 juin 1949, Bordeaux |
|  | Castres olympique            | Castres olympique     | Castres olympique     | Castres olympique     | 3                | 3                | 21                     | 21                     |                        |                        |  |  | 5 juin 1949, Béziers | 5 juin 1949, Béziers | 5 juin 1949, Béziers | 5 juin 1949, Béziers |  |  | 12 juin 1949, Bordeaux | 12 juin 1949, Bordeaux | 12 juin 1949, Bordeaux | 12 juin 1949, Bordeaux |
|  | Castres olympique            | Castres olympique     | 15 mai 1949, Grenoble |                       |                  |                  | 21                     | 21                     |                        |                        |  |  | 5 juin 1949, Béziers | 5 juin 1949, Béziers | 5 juin 1949, Béziers | 5 juin 1949, Béziers |  |  | 12 juin 1949, Bordeaux | 12 juin 1949, Bordeaux | 12 juin 1949, Bordeaux | 12 juin 1949, Bordeaux |
|  | Aviron bayonnais             | Aviron bayonnais      | 3                     | 3                     |                  |                  |                        |                        |                        |                        |  |  | 5 juin 1949, Béziers | 5 juin 1949, Béziers | 5 juin 1949, Béziers | 5 juin 1949, Béziers |  |  | 12 juin 1949, Bordeaux | 12 juin 1949, Bordeaux | 12 juin 1949, Bordeaux | 12 juin 1949, Bordeaux |
|  | Aviron bayonnais             | Aviron bayonnais      | 3                     | 3                     | Stade toulousain | Stade toulousain | 9                      | 9                      |                        |                        |  |  |                      |                      |                      |                      |  |  | 12 juin 1949, Bordeaux | 12 juin 1949, Bordeaux | 12 juin 1949, Bordeaux | 12 juin 1949, Bordeaux |
|  | 8 mai 1949, Clermont-Ferrand |                       |                       |                       | Stade toulousain | Stade toulousain | 9                      | 9                      |                        |                        |  |  |                      |                      |                      |                      |  |  | 12 juin 1949, Bordeaux | 12 juin 1949, Bordeaux | 12 juin 1949, Bordeaux | 12 juin 1949, Bordeaux |
|  |                              |                       | Lyon OU               | Lyon OU               | 6                | 6                |                        |                        |                        |                        |  |  |                      |                      |                      |                      |  |  | 12 juin 1949, Bordeaux | 12 juin 1949, Bordeaux | 12 juin 1949, Bordeaux | 12 juin 1949, Bordeaux |
|  | Lyon OU                      | Lyon OU               | Lyon OU               | Lyon OU               | 6                | 6                | 17                     | 17                     |                        |                        |  |  |                      |                      |                      |                      |  |  | 12 juin 1949, Bordeaux | 12 juin 1949, Bordeaux | 12 juin 1949, Bordeaux | 12 juin 1949, Bordeaux |
|  | Lyon OU                      | Lyon OU               | 22 mai 1949, Dax      |                       |                  |                  | 17                     | 17                     |                        |                        |  |  |                      |                      |                      |                      |  |  | 12 juin 1949, Bordeaux | 12 juin 1949, Bordeaux | 12 juin 1949, Bordeaux | 12 juin 1949, Bordeaux |
|  | Stade montois                | Stade montois         | 14                    | 14                    |                  |                  |                        |                        |                        |                        |  |  |                      |                      |                      |                      |  |  | 12 juin 1949, Bordeaux | 12 juin 1949, Bordeaux | 12 juin 1949, Bordeaux | 12 juin 1949, Bordeaux |
|  | Stade montois                | Stade montois         | 14                    | 14                    | Lyon OU          | Lyon OU          | 6                      | 6                      |                        |                        |  |  |                      |                      |                      |                      |  |  | 12 juin 1949, Bordeaux | 12 juin 1949, Bordeaux | 12 juin 1949, Bordeaux | 12 juin 1949, Bordeaux |
|  | 10 avril 1949, Perpignan     |                       |                       |                       | Lyon OU          | Lyon OU          | 6                      | 6                      |                        |                        |  |  |                      |                      |                      |                      |  |  | 12 juin 1949, Bordeaux | 12 juin 1949, Bordeaux | 12 juin 1949, Bordeaux | 12 juin 1949, Bordeaux |
|  |                              |                       | RC Toulon             | RC Toulon             | 3                | 3                |                        |                        |                        |                        |  |  |                      |                      |                      |                      |  |  | 12 juin 1949, Bordeaux | 12 juin 1949, Bordeaux | 12 juin 1949, Bordeaux | 12 juin 1949, Bordeaux |
|  | RC Toulon                    | RC Toulon             | RC Toulon             | RC Toulon             | 3                | 3                | 8                      | 8                      |                        |                        |  |  |                      |                      |                      |                      |  |  | 12 juin 1949, Bordeaux | 12 juin 1949, Bordeaux | 12 juin 1949, Bordeaux | 12 juin 1949, Bordeaux |
|  | RC Toulon                    | RC Toulon             | 8 mai 1949, Bayonne   |                       |                  |                  | 8                      | 8                      |                        |                        |  |  |                      |                      |                      |                      |  |  | 12 juin 1949, Bordeaux | 12 juin 1949, Bordeaux | 12 juin 1949, Bordeaux | 12 juin 1949, Bordeaux |
|  | US Montauban                 | US Montauban          | 0                     | 0                     |                  |                  |                        |                        |                        |                        |  |  |                      |                      |                      |                      |  |  | 12 juin 1949, Bordeaux | 12 juin 1949, Bordeaux | 12 juin 1949, Bordeaux | 12 juin 1949, Bordeaux |
|  | US Montauban                 | US Montauban          | 0                     | 0                     | Stade toulousain | Stade toulousain | 6                      | 6                      |                        |                        |  |  |                      |                      |                      |                      |  |  |                        |                        |                        |                        |
|  | 10 avril 1949, Montauban     |                       |                       |                       | Stade toulousain | Stade toulousain | 6                      | 6                      |                        |                        |  |  |                      |                      |                      |                      |  |  |                        |                        |                        |                        |
|  |                              |                       | CA Bègles             | CA Bègles             | 11               | 11               |                        |                        |                        |                        |  |  |                      |                      |                      |                      |  |  |                        |                        |                        |                        |
|  | CA Bègles                    | CA Bègles             | CA Bègles             | CA Bègles             | 11               | 11               | 6                      | 6                      |                        |                        |  |  |                      |                      |                      |                      |  |  |                        |                        |                        |                        |
|  | CA Bègles                    | CA Bègles             |                       |                       |                  |                  |                        | 6                      |                        |                        |  |  |                      |                      |                      |                      |  |  |                        |                        |                        |                        |
|  | US Montélimar                | US Montélimar         | 0                     | 0                     |                  |                  |                        |                        |                        |                        |  |  |                      |                      |                      |                      |  |  |                        |                        |                        |                        |
|  | US Montélimar                | US Montélimar         | 0                     | 0                     | CA Bègles        | CA Bègles        | 3                      | 3                      |                        |                        |  |  |                      |                      |                      |                      |  |  |                        |                        |                        |                        |
|  | 10 avril 1949, Bayonne       |                       |                       |                       | CA Bègles        | CA Bègles        | 3                      | 3                      |                        |                        |  |  |                      |                      |                      |                      |  |  |                        |                        |                        |                        |
|  |                              |                       | Stadoceste tarbais    | Stadoceste tarbais    | 0                | 0                |                        |                        |                        |                        |  |  |                      |                      |                      |                      |  |  |                        |                        |                        |                        |
|  | Stadoceste tarbais           | Stadoceste tarbais    | Stadoceste tarbais    | Stadoceste tarbais    | 0                | 0                | 6                      | 6                      |                        |                        |  |  |                      |                      |                      |                      |  |  |                        |                        |                        |                        |
|  | Stadoceste tarbais           | Stadoceste tarbais    | 8 mai 1949, Toulouse  |                       |                  |                  | 6                      | 6                      |                        |                        |  |  |                      |                      |                      |                      |  |  |                        |                        |                        |                        |
|  | US Tyrosse                   | US Tyrosse            | 5                     | 5                     |                  |                  |                        |                        |                        |                        |  |  |                      |                      |                      |                      |  |  |                        |                        |                        |                        |
|  | US Tyrosse                   | US Tyrosse            | 5                     | 5                     | CA Bègles        | CA Bègles        | 9                      | 9                      |                        |                        |  |  |                      |                      |                      |                      |  |  |                        |                        |                        |                        |
|  | 10 avril 1949, Castres       |                       |                       |                       | CA Bègles        | CA Bègles        | 9                      | 9                      |                        |                        |  |  |                      |                      |                      |                      |  |  |                        |                        |                        |                        |
|  |                              |                       | US Bergerac           | US Bergerac           | 6                | 6                |                        |                        |                        |                        |  |  |                      |                      |                      |                      |  |  |                        |                        |                        |                        |
|  | US Bergerac                  | US Bergerac           | US Bergerac           | US Bergerac           | 6                | 6                | 9                      | 9                      |                        |                        |  |  |                      |                      |                      |                      |  |  |                        |                        |                        |                        |
|  | US Bergerac                  | US Bergerac           |                       |                       |                  |                  |                        | 9                      |                        |                        |  |  |                      |                      |                      |                      |  |  |                        |                        |                        |                        |
|  | US Romans Péage              | US Romans Péage       | 8                     | 8                     |                  |                  |                        |                        |                        |                        |  |  |                      |                      |                      |                      |  |  |                        |                        |                        |                        |
|  | US Romans Péage              | US Romans Péage       | 8                     | 8                     | US Bergerac      | US Bergerac      | 9                      | 9                      |                        |                        |  |  |                      |                      |                      |                      |  |  |                        |                        |                        |                        |
|  | 10 avril 1949, Carcassonne   |                       |                       |                       | US Bergerac      | US Bergerac      | 9                      | 9                      |                        |                        |  |  |                      |                      |                      |                      |  |  |                        |                        |                        |                        |
|  |                              |                       | RC Narbonne           | RC Narbonne           | 8                | 8                |                        |                        |                        |                        |  |  |                      |                      |                      |                      |  |  |                        |                        |                        |                        |
|  | RC Narbonne                  | RC Narbonne           | RC Narbonne           | RC Narbonne           | 8                | 8                | 3                      | 3                      |                        |                        |  |  |                      |                      |                      |                      |  |  |                        |                        |                        |                        |
|  | RC Narbonne                  | RC Narbonne           |                       |                       |                  |                  |                        | 3                      |                        |                        |  |  |                      |                      |                      |                      |  |  |                        |                        |                        |                        |
|  | AS Béziers                   | AS Béziers            | 3                     | 3                     |                  |                  |                        |                        |                        |                        |  |  |                      |                      |                      |                      |  |  |                        |                        |                        |                        |
|  | AS Béziers                   | AS Béziers            | 3                     | 3                     |                  |                  |                        |                        |                        |                        |  |  |                      |                      |                      |                      |  |  |                        |                        |                        |                        |
|  |                              |                       |                       |                       |                  |                  |                        |                        |                        |                        |  |  |                      |                      |                      |                      |  |  |                        |                        |                        |                        |

### Finale
| 12 juin 1949 | CA Bègles | 11 - 6, (8 - 3) | Stade toulousain                                                            | Parc des Sports de Bordeaux, Bordeaux 20 000 spectateurs Arbitre : Roger Taddéï |
| 12 juin 1949 | Essai(s) : 2 essais de Héricé (18e, 79e) Transformation(s) : 1 transformation de Héricé (18e) Pénalité(s) : 1 pénalité de Héricé (14e) |                 | Essai(s) : 1 essai de Dutrain (49e) Drop(s) : 1 drop de Y. Bergougnan (31e) | Parc des Sports de Bordeaux, Bordeaux 20 000 spectateurs Arbitre : Roger Taddéï |
| 12 juin 1949 | |                 |                                                                             | Parc des Sports de Bordeaux, Bordeaux 20 000 spectateurs Arbitre : Roger Taddéï |

| CA Bègles Titulaires Pazino 15 Lecuona 14 R. Geneste 13 F. Mora 12 R. Sallenave 11 Marrens 10 Bertraux 9 Héricé 8 Siot 7 Dulou 6 Alb. Moga 5 And. Moga 4 Lajus 3 R. Lafforgue 2 Alp. Moga 1 |  |  |  | Stade toulousain Titulaires 15 Agasse 14 Crayssac 13 Brouat 12 Dutrain 11 Fourment 10 F. Garrigues 9 Y. Bergougnan 8 J. Durand 7 Vabre 6 Barrane 5 Fabre 4 Griffe 3 Guissepin 2 F. Lopez 1 Urieta |

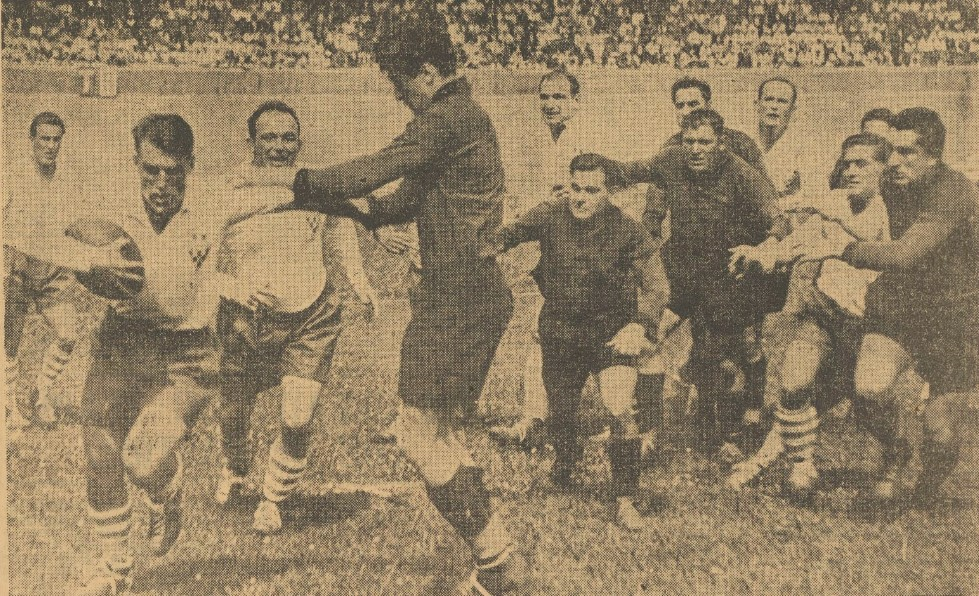
Héricé, ballon en main, évite Yves Bergougnan. De gauche à droite, Lopez, Alban Moga, Guissepin, André Moga, Laforgue et Fabre.
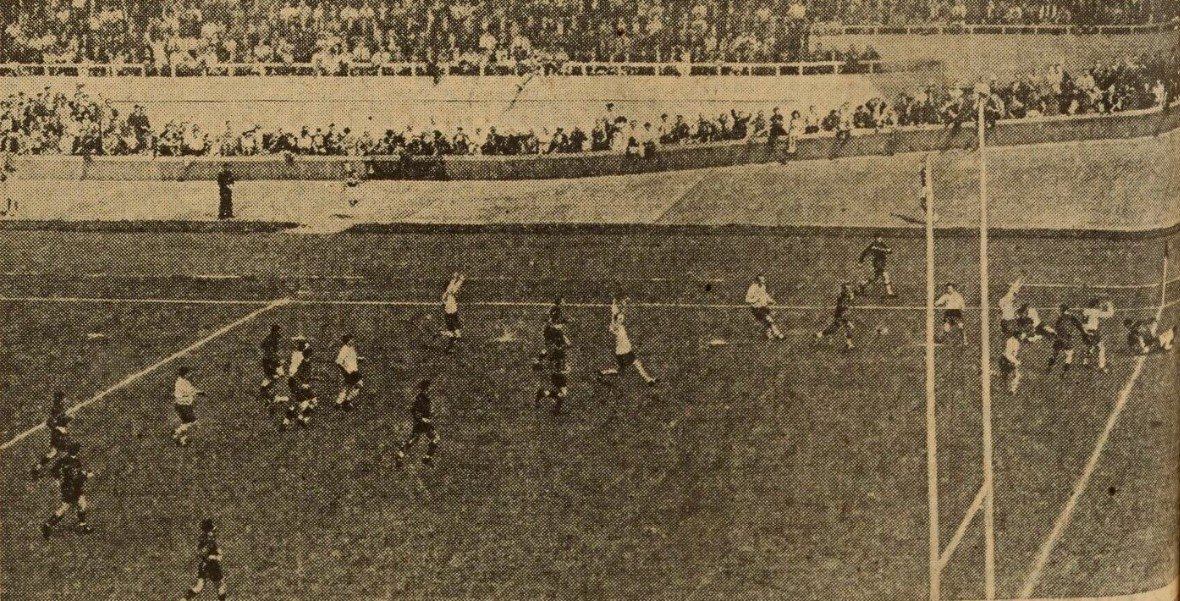
Essai d'Héricé à la 11e minute de la finale.